# Приют (Никопольский район)
Приют (укр. Приют) — село,
Павлопольский сельский совет,
Никопольский район,
Днепропетровская область,
Украина.
Код КОАТУУ — 1222985006. Население по переписи 2001 года составляло 126 человек.

## Географическое положение
Село Приют находится на левом берегу реки Базавлучек,
выше по течению на расстоянии в 2 км расположено село Базавлучок (Софиевский район),
ниже по течению на расстоянии в 3 км расположено село Павлополье,
на противоположном берегу — село Садовое (Софиевский район).
Рядом проходит железная дорога, станция Павлополье в 4-х км.